# Slavomír Klaban
Slavomír Klaban (24. srpna 1922 Hradec Králové – 19. června 2010 Praha) byl český politik a ekonom. Byl čestným předsedou Československé sociální demokracie a zakladatelem Klubu seniorů ČSSD. Ke členům sociální demokracie patřil již před únorem 1948. V období sametové revoluce pak sociální demokracii znovu zakládal. V srpnu 2008 se stal členem nově vzniklého sdružení Přátelé Miloše Zemana.
V roce 1996 byl vyznamenán Řádem Tomáše Garrigua Masaryka III. třídy.
V roce 1996 neúspěšně kandidoval do nově vzniklé horní komory českého parlamentu na Mladoboleslavsku.